# Euphorbia rothiana
Euphorbia rothiana är en törelväxtart som beskrevs av Spreng.. Euphorbia rothiana ingår i släktet törlar, och familjen törelväxter. Inga underarter finns listade i Catalogue of Life.

## Bildgalleri

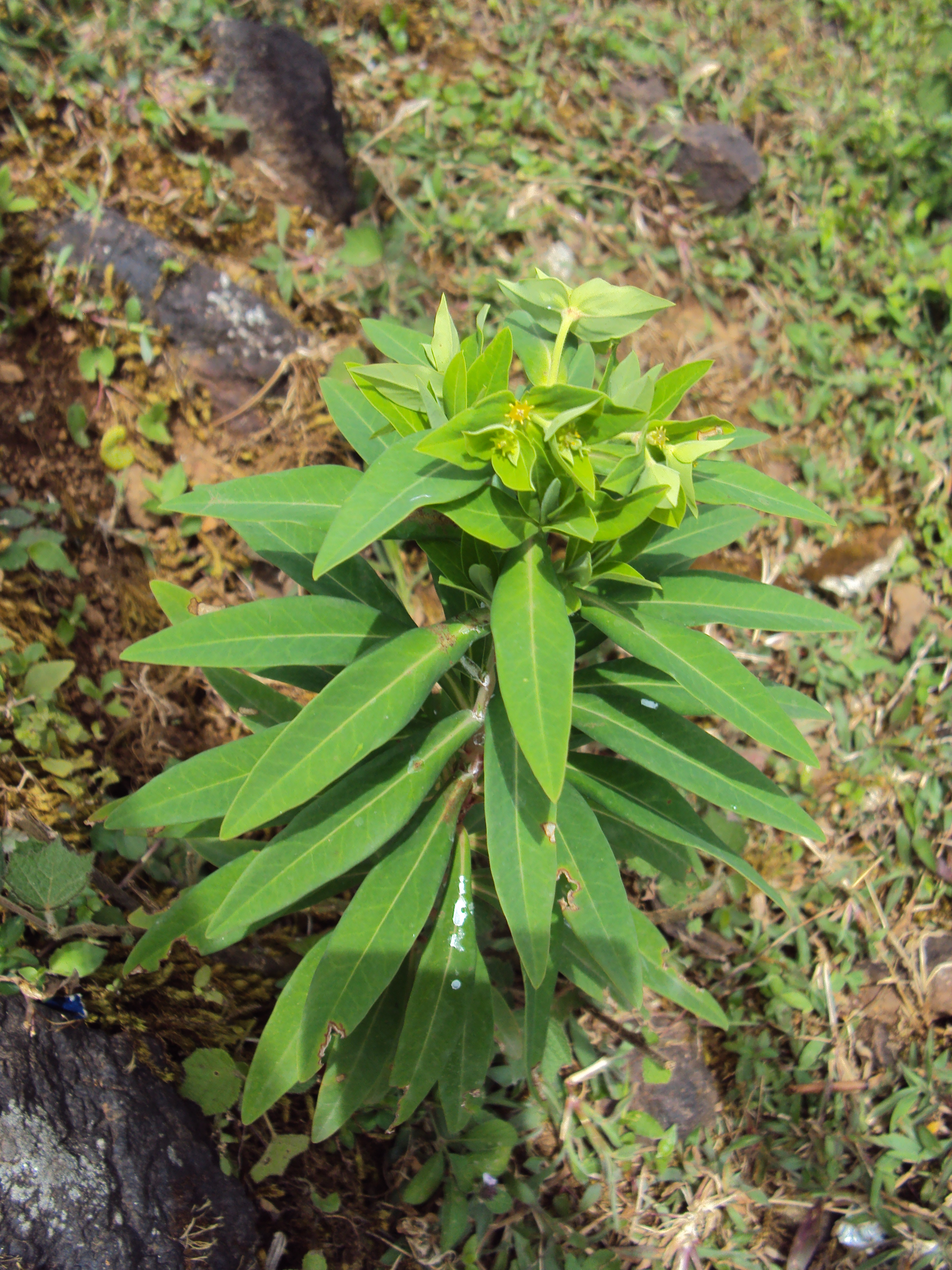
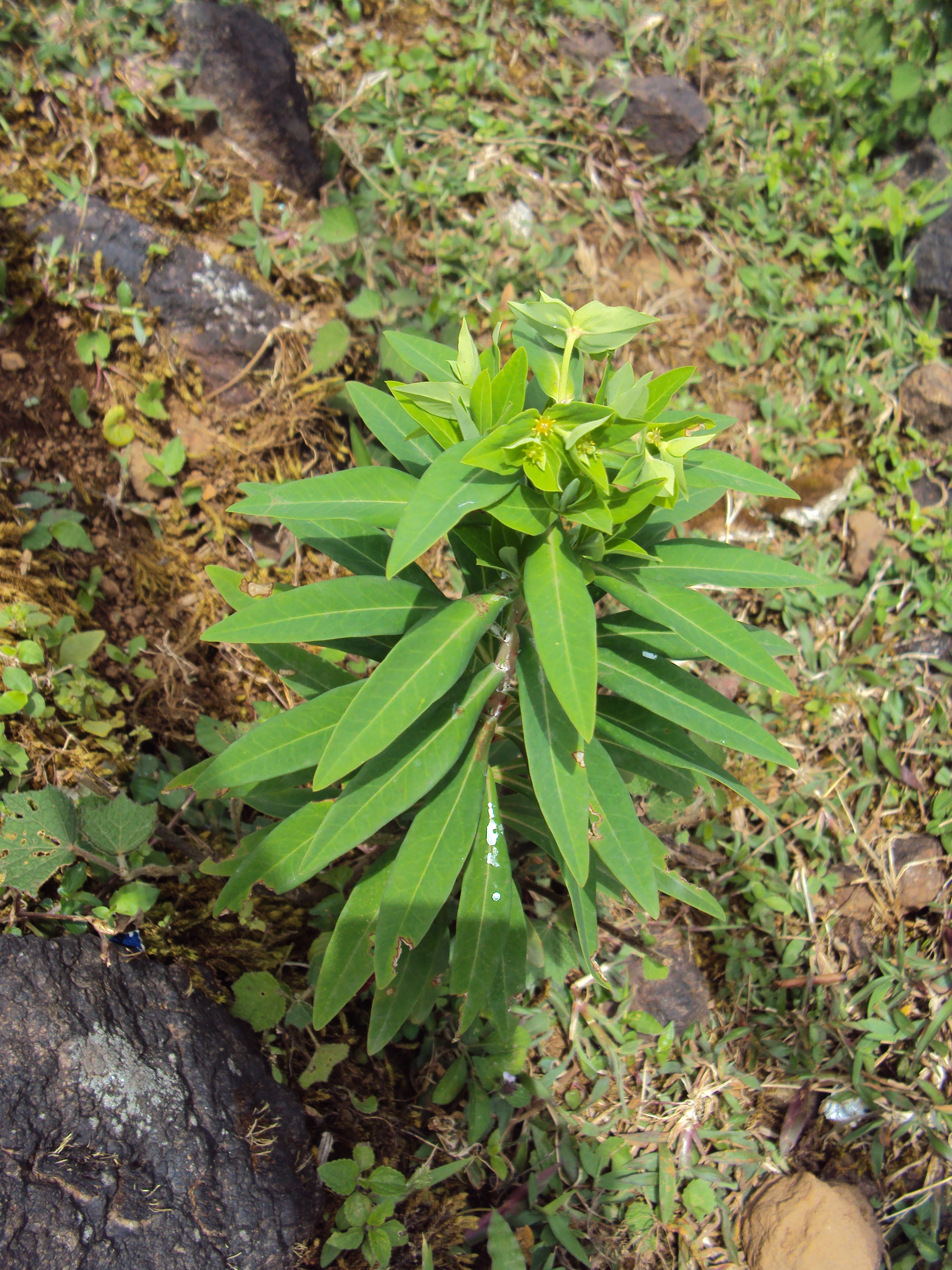
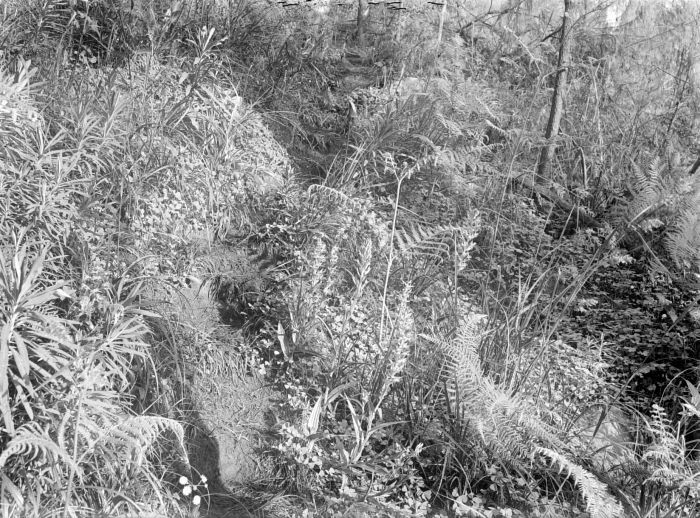